# Péninsule de Bicol
La péninsule de Bicol est une péninsule située sur l'île de Luçon à laquelle elle est reliée par la province de Quezon.
Parmi ses sites remarquables se trouvent les volcans Mayon et Bulusan. Les principales villes sont Daet, Naga et Legazpi.

## Traduction
- (en) Cet article est partiellement ou en totalité issu de l’article de Wikipédia en anglais intitulé « Bicol Peninsula » (voir la liste des auteurs).